# Yang Jiechi
Pour les articles homonymes, voir Yáng (杨).
Yang Jiechi (chinois simplifié : 杨洁篪 ; pinyin : Yáng Jiéchí), né en mai 1950 à Shanghai, Chine, est un diplomate et homme politique chinois. Il est ministre des Affaires étrangères de la Chine entre avril 2007 et mars 2013. 
D'août 2013 à janvier 2023, Yang Jiechi est directeur du bureau central des affaires étrangères et membre commission centrale des affaires étrangères du Parti communiste chinois.

## Biographie
Il est diplômé de l'université de Bath en Grande-Bretagne et de la London School of Economics.
Il est vice-ministre des Affaires étrangères de 1998 à 2001 et de 2005 à 2007.
Yang est ambassadeur de son pays aux États-Unis de 2001 à 2005.